# Naturschutzgebiet Werbeliner See
Das Naturschutzgebiet Werbeliner See liegt auf dem Gebiet der Städte Delitzsch und Schkeuditz und der Gemeinden Rackwitz und Wiedemar im Landkreis Nordsachsen in Sachsen. Das etwa 1506,3 ha große Gebiet nördlich von Leipzig und südlich der Stadt Delitzsch wurde im Jahr 2019 unter Naturschutz gestellt. Als zentraler Teil des Vogelschutzgebietes „Agrarraum und Bergbaufolgelandschaft bei Delitzsch“ umfasst es den eigentlichen Werbeliner See mit etwa 450 ha im Osten des Gebietes, den Grabschützer See mit knapp 130 ha im Westen und den Zwochauer See mit ca. 12 ha im Südwesten sowie die umliegenden terrestrischen Flächen.

## Geschichte
Das Gebiet unterlag mit der einstweiligen Sicherstellung seit dem 23. Juni 2016 einer Veränderungssperre und wurde zum 15. Mai 2019 rechtskräftig als Naturschutzgebiet ausgewiesen.
Die Leipziger Tiefebene ist Teil des Mitteldeutschen Braunkohlereviers. In der fruchtbaren Agrarlandschaft nördlich Leipzig wurde Mitte der 1970er Jahre mit der Grundwasserabsenkung zur Vorbereitung der Braunkohleförderung begonnen und nach etwa zwei Jahren der Tagebau Delitzsch-Südwest aufgeschlossen. Geplant war eine jährliche Förderung von bis zu 10 Mio. t Braunkohle zur Versorgung der Bitterfelder Chemiebetriebe bis 2005.
Die Orte Grabschütz, Kattersnaundorf und Werbelin verschwanden durch den Tagebau.
Der gesellschaftliche Umbruch führte Anfang der 1990er Jahre zum abrupten Ende des Tagebaues und zu Sanierungsüberlegungen über die künftige Bergbaufolgelandschaft. Dabei wurde festgelegt, dass das (südöstlich gelegene) Restloch Breitenfeld ein großer Tagebaurestsee („Schladitzer See“) werden soll, an dem eine intensive Erholungsnutzung stattfinden soll. Das Restloch Delitzsch-Südwest soll hingegen als Schwerpunkt für Natur und Landschaft entwickelt werden. Hier soll u. a. der „Werbeliner See“ als störungsberuhigtes Gewässer entstehen.
Konkret wurden weite Teile im Westen des Gebietes, für die keine offensichtlichen Gefahren mehr nachweisbar waren, ohne weitere bergtechnische Maßnahmen sich selbst überlassen. Dadurch wurde ein vermutlich bundesweit einmaliges Zeugnis der Förderbrückentechnologie („Rippenkippen“) großflächig erhalten.
In den Randbereichen des Tagebaues wurde durch Böschungsabschrägungen und Planierungen Standsicherheit hergestellt. Die Flutung mit Flusswasser aus der Neuen Luppe bei Leipzig von 1998 bis 2010 wirkte der Gefahr von Böschungsbrüchen durch zuströmendes Grundwasser im Werbeliner See entgegen. Zur Einhaltung des geplanten Endwasserstandes im Werbeliner See wurde mit dem „Brodauer Ableiter“ eine Verbindung des Sees mit dem Lober geschaffen.

## Naturschutz
Die entstandenen Strukturen, magere Oberbodenverhältnisse in den Kippenbereichen, das bergrechtliche Betretungsverbot, ansteigendes Grundwasser und Flutung, Größe und Ruhe im Gebiet führten sehr schnell zu einer Besiedlung des Gebietes durch viele sonst seltene Vogelarten. 2006 wurde das Gebiet daher vom Freistaat Sachsen und der Bundesrepublik als zentraler Teil des Vogelschutzgebietes („Agrarraum und Bergbaufolgelandschaft bei Delitzsch“) gemeldet.
Im Gebiet wurden bisher 179 Vogelarten registriert. Alle für das gesamte Vogelschutzgebiet benannten Arten (Blaukehlchen, Brachpieper, Eisvogel, Grauammer, Kiebitz, Neuntöter, Ortolan, Raubwürger, Rohrdommel, Rohrweihe, Rothalstaucher, Rotmilan, Waldsaatgans, Schwarzhalstaucher, Schwarzkopfmöwe, Schwarzmilan, Seeadler, Sperbergrasmücke, Steinschmätzer) wurden im NSG festgestellt, einige allerdings nur als Nahrungsgäste (Baumfalke, Wespenbussard) bzw. Winter-/ Sommergast (Schwarzspecht).
Für 88 Arten liegen Brutbeobachtungen aus dem Gebiet vor. Gezielte Untersuchungen belegten, dass innerhalb kurzer Zeit erhebliche Schwankungen der Brutpaarzahlen vom vollständigen Zusammenbruch ehemals großer Bestände (z. B. Lachmöwen) bis zur Neuetablierung ansehnlicher Populationen anderer Arten (z. B. Wendehals) auftreten.
Vierzehn Arten (Rothalstaucher, Schwarzhalstaucher, Krickente, Knäkente, Löffelente und Moorente, Kornweihe, Rebhuhn, Tüpfelsumpfhuhn, Kiebitz, Bekassine, Rotschenkel, Haubenlerche und Steinschmätzer) gelten nach der Rote Liste und Artenliste Sachsens als „Vom Aussterben bedroht“ (1), zehn weitere (Zwergdommel und Rohrdommel, Wiesenweihe, Wachtelkönig, Flussuferläufer, Wiedehopf, Brachpieper und Wiesenpieper, Raubwürger und Braunkehlchen) als „Stark gefährdet“ (2) und dreizehn (Schnatterente, Tafelente, Baumfalke, Turteltaube, Kuckuck, Eisvogel, Wendehals, Heidelerche, Rauchschwalbe und Mehlschwalbe, Baumpieper, Schilfrohrsänger und Ortolan) als „Gefährdet“ (3), fünfzehn Arten (Singschwan, Brandgans, Kolbenente, Gänsesäger, Kleines Sumpfhuhn, Austernfischer, Heringsmöwe, Silbermöwe, Schwarzkopfmöwe, Steppenmöwe und Mittelmeermöwe, Rohrschwirl, Blaukehlchen, Bartmeise und Karmingimpel) sind „Selten mit geographischer Restriktion“ (R) und zwanzig weitere (Zwergtaucher, Kormoran, Seeadler, Wasserralle und Teichralle, Lachmöwe, Feldlerche, Schafstelze, Gelbspötter, Gartengrasmücke, Klappergrasmücke, Dorngrasmücke und Sperbergrasmücke, Fitis und Trauerschnäpper, Beutelmeise, Grauammer, Hänfling, Haussperling und Pirol) sind zwar aktuell ungefährdet, stehen aber auf der Vorwarnliste (V).
Mit der Meldung als europäisches Vogelschutzgebiet und dem Erlass der Grundschutzverordnung hat der Freistaat Sachsen die Verpflichtung übernommen, für die dort genannten Vogelarten gute Lebensraumbedingungen zu erhalten, sie gegebenenfalls zu entwickeln und zu verbessern. Die Grundschutzverordnung bietet dazu allerdings keinerlei Handhabe.
Auf der Grundlage des Sächsischen Naturschutzgesetzes sind die Unteren Naturschutzbehörden für den Vollzug naturschutzrechtlicher Vorschriften zuständig.
Seit Ende der Gebietskontrolle durch den Sanierungsträger LMBV entwickelten sich zunehmend Freizeitaktivitäten. Daher sah sich die Naturschutzbehörde des Landkreises veranlasst, durch ornithologische Fachuntersuchungen die Auswirkungen dieser Aktivitäten auf das Brutgeschehen zu ermitteln. Es wurde nachgewiesen, dass in den besonders betroffenen Bereichen – vornehmlich Ost- und Nordufer des Werbeliner Sees – entweder erst gar keine Brutplätze belegt oder begonnene Bruten aufgegeben wurden. Daher war die einstweilige Sicherung des Gebietes als Naturschutzgebiet zur Gefahrenabwehr für die Vogelwelt im Jahre 2016 unausweichlich.

## Erholung
Das Gebiet ist für Besucher gut erschlossen. Insgesamt stehen vier große öffentliche Parkplätze am Rande zur Verfügung. Von dort aus laden ca. 50 km Wege (mehr als 30 davon asphaltiert) zum Radeln, Wandern, Skaten etc. ein. An mehreren Aussichtspunkten und Rastplätzen kann man verweilen. Der Naturlehrpfad rund um den Grabschützer See (ca. 8 km, etwa 2 Stunden Gehzeit; Start am Parkplatz Zwochau) gewährt zu jeder Jahreszeit immer wieder abwechslungsreiche Einblicke auf die vielen Inseln und Buchten des Sees. Auf über 20 Tafeln wird die Entstehung des Gebietes erläutert und man erfährt Wissenswertes über die hier lebenden interessanten und seltenen Arten. Auf etwa 50 ha betreibt der Naturschutzbund Deutschland ein extensives Beweidungsprojekt mit Schottischen Hochlandrindern zur Offenhaltung der Landschaft; der Naturlehrpfad führt unmittelbar an der Weide entlang. Der kürzeste Radrundweg um den Werbeliner See ist etwa 17 km lang, ein reichliches Drittel davon bildet der regionale Themenradweg „Kohle-Dampf-Licht“.
Zum Schutz der Vogelwelt dürfen die Wege nicht verlassen werden, Hunde müssen ebenso angeleint auf den Wegen bleiben. Baden und Lagern ist verboten.